# Сихра, Андрей Осипович
Андре́й О́сипович Си́хра (1773, Вильно, Речь Посполитая — 3 декабря 1850, Санкт-Петербург) — русский композитор и педагог. Основоположник гитарного искусства в России, возможный создатель русской семиструнной гитары.

## Биография
Родился в 1773 году в семье виленского учителя. Отец готовил его к музыкальной деятельности. Занимаясь только музыкой, Сихра уже в ранней молодости давал концерты на арфе в Вильне и прославился не только как исполнитель, но и как композитор.

### Переезд в Москву
Переселившись в Москву в 1790-х гг., он становится энергичным и деятельным пропагандистом своего инструмента. Семиструнная гитара Сихры находит своих поклонников среди московской публики, и здесь формируется его «ранняя» московская школа: он учит, учится сам, совершенствует инструмент, создает методический материал, закладывает основу репертуара семиструнной гитары, выступает на концертах сам и с учениками.

### Переезд в Санкт-Петербург
По одной версии, Сихра переезжает в Санкт-Петербург около 1820 года. Скорее всего, эта дата неверна, так как в «Санкт-Петербургских Ведомостях» 23 сентября 1813 года, в № 76 сообщается о продаже нот, большей частью русских песен с вариациями в обработке Сихры в собственном доме и музыкальном магазине Пеца. Значит, в 1813 году Сихра уже жил в Санкт-Петербурге.

### Внешность и характер
Вот как описывал своего учителя первый историк русской гитары Михаил Александрович Стахович:

Как теперь смотрю на это доброе лицо, на эти светлые голубые глаза и на его правильныя, почтенныя черты, украшенныя сединами.— Стахович М.А. Очерк истории семиструнной гитары // Москвитянин : Журнал. — 1854. — Т. IV, № 13. — С. 6.
По всеобщему признанию современников, Сихра был добрым, великодушным человеком, обладал ясным умом.

## Творчество

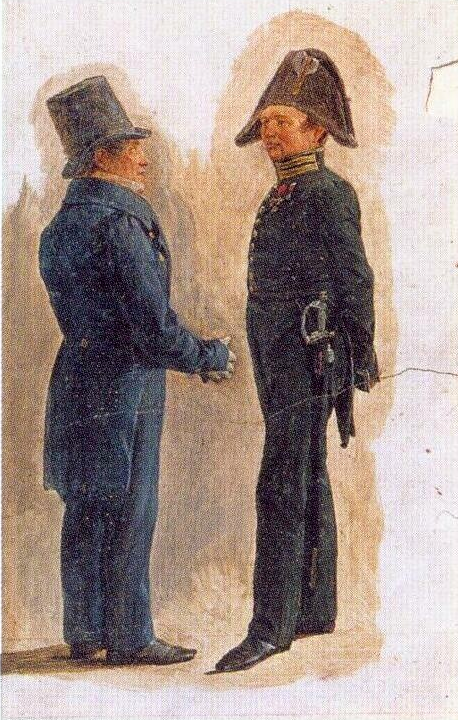
Зарисовка с натуры гитаристов А. О. Сихры и С. Н. Аксёнова (справа). Бумага, масляные краски, 1832.

Творчество Сихры развивалось во всех направлениях: им были созданы переложения и аранжировки, фантазии на темы известных и модных композиторов, на темы русских народных песен, оригинальные произведения, среди коих особенно следует отметить экзерсисы. Самое большое место занимают переложения и аранжировки: было естественно, что Сихра желал охватить как можно более широкий круг музыкальных явлений своего времени, расширить горизонты интересов своих учеников и ценителей гитары, воспитать их вкус.
Он вполне мог бы стать концертантом европейского значения, не уступая никому из лучших гитаристов того времени, однако он выбрал титаническую работу по созданию и утверждению методики игры на семиструнной гитары, по воспитанию и обучению многочисленных учеников. Фактически им была создана профессиональная школа русских гитаристов со своим собственным репертуаром, исполнителями и композиторами.
Несмотря на занятость педагогической деятельностью, он был незаурядным исполнителем. Известный гитарист П. А. Корин так отзывался об его игре:
Я имел счастье воспользоваться несколькими уроками Андрея Осиповича. Слышал также его игру… Что это была за игра! Не передашь её словами… Право, мне казалось, что я не на земле, а в раю… Как сейчас вижу его пальцы — длинные, гибкие, бескостные… Чистота, сила, блеск… Так и сверкают звуки!
А в одном из некрологов в журнале «Пантеон и Репертуар» о Сихре сказано следующее:
Если б этот виртуоз при своих музыкальных способностях избрал бы себе менее неблагодарный инструмент, слава его гремела бы по всей Европе… Кто слушал игру Сихры, не забудет её, кто знал его как человека, всегда будет жалеть о нем.
В очерках «Стахович М. История семиструнной гитары». Спб., 1864., Стахович пишет:
«Деятельность А. О. Сихры была невероятная, сочинений он издал тысячи и в каждом шел все далее и далее в своем искусстве. Транскрипции из опер были его любимою работою, удавшаяся фантазия из „Волшебного Стрелка“ особенно завлекла его к этому роду занятий. В самом деле, эффекты, которых он достиг в этой пьесе, изображение оркестра на гитаре есть верх совершенства. К числу знаменитых пьес его относятся: тема и концертные вариации из „Нормы“, известная баркаролла из „Фенеллы“, аранжированная для семиструнной гитары, и многие другие. Сихра не довольствовался впоследствии одною гитарою и в последнее время преимущественно писал для двух гитар, где большая, прежняя, собственно его гитара, составляла втору (секунду), а приму давал он высоко настроенной маленькой, звонкой гитаре, терц-гитаре. Распространение музыкальной формы „явление редкое в музыкальном мире“, (как говорила Сев. Пчела, 1842 г. № 22), гитарных пьес до размеров обширных было всегдашнее стремление Сихры. На развитие правой руки он обращал самое строгое внимание, и эта важная сторона осталась преимущественным качеством его учеников петербургской школы. […] Мы слышим правую руку, а не левую, говаривал он, левая перебирает лады, правая извлекает звуки из струн, стало быть вся ясность и чистота зависит от правой руки.

[…] Незабвенный для русской музыки человек. Нельзя умолчать о теплоте музыкальной впечатлительности, которую он сохранил до позднейших лет своей почти вековой жизни; хорошо сыгранная вещь приводила его в восторг, он брал гитару и вторил игре ученика; импровизируя аккордами и наслаждаясь каждой удачной модуляцией он восхищался со всей молодостью чувства: „Лес и горы запляшут слушая такую музыку!“ часто повторял он с восторгом. Как теперь смотрю на это доброе лицо, на эти светлые голубые глаза и на его правильные, почтенные черты, украшенные сединами.»

## Сочинения
Произведения для семиструнной гитары, множество переложений и школа для семиструнной гитары.